# Druckrey-Küpfmüller-Gleichung
Die Druckrey-Küpfmüller-Gleichung ist eine in der Toxikologie verwendete mathematische Beziehung zwischen der Dosis eines Giftstoffes und der Dauer der Verabreichung, beziehungsweise Exposition, dieses Giftes.
Es handelt sich also um eine Dosis-Wirkungs-Beziehung, die das Prinzip der Summationswirkung etwa bei krebserregenden Stoffen berücksichtigt. Beispielsweise kann die Toxizität vieler Stoffe wie Organophosphaten und Neonicotinoiden durch die Druckrey-Küpfmüller-Gleichung beschrieben werden, da dort irreversible Bindungen an spezifische Rezeptoren vorliegen.
Die Gleichung lautet:
{\displaystyle d\times t^{n}=konstant}
wobei d die Dosis und t die Expositionsdauer bezeichnet.

## Geschichte
Benannt ist die Gleichung nach dem Pharmakologen Hermann Druckrey und dem Ingenieur Karl Küpfmüller. Die Arbeit entstand 1948 in einem Internierungslager der Alliierten.